# Brehms tijgerparkiet
De Brehms tijgerparkiet (Psittacella brehmii) is een vogel uit de familie Psittaculidae (papegaaien van de Oude Wereld). Deze vogel is genoemd naar de Duitse ornitholoog Alfred Brehm.

## Verspreiding en leefgebied
Deze soort is endemisch in Nieuw-Guinea en telt vier ondersoorten:
- P. b. brehmii: Vogelkop (noordwestelijk Nieuw-Guinea).
- P. b. intermixta: het westelijke deel van Centraal-Nieuw-Guinea.
- P. b. harterti: Huonschiereiland (noordoostelijk Nieuw-Guinea).
- P. b. pallida: het oostelijke-centraal en zuidoostelijk Nieuw-Guinea.

## Status
De grootte van de populatie is niet gekwantificeerd maar de soort wordt omschreven als vrij algemeen. Op de Rode lijst van de IUCN heeft deze soort de status niet bedreigd.